# A Century of Ferns
A Century of Ferns (abreviado Cent. Ferns) es un libro con ilustraciones y descripciones botánicas que fue escrito por el ilustrador botánico, botánico, micólogo, pteridólogo, briólogo y algólogo inglés William Jackson Hooker y publicado en Londres en el año 1854.